# Milton Caniff

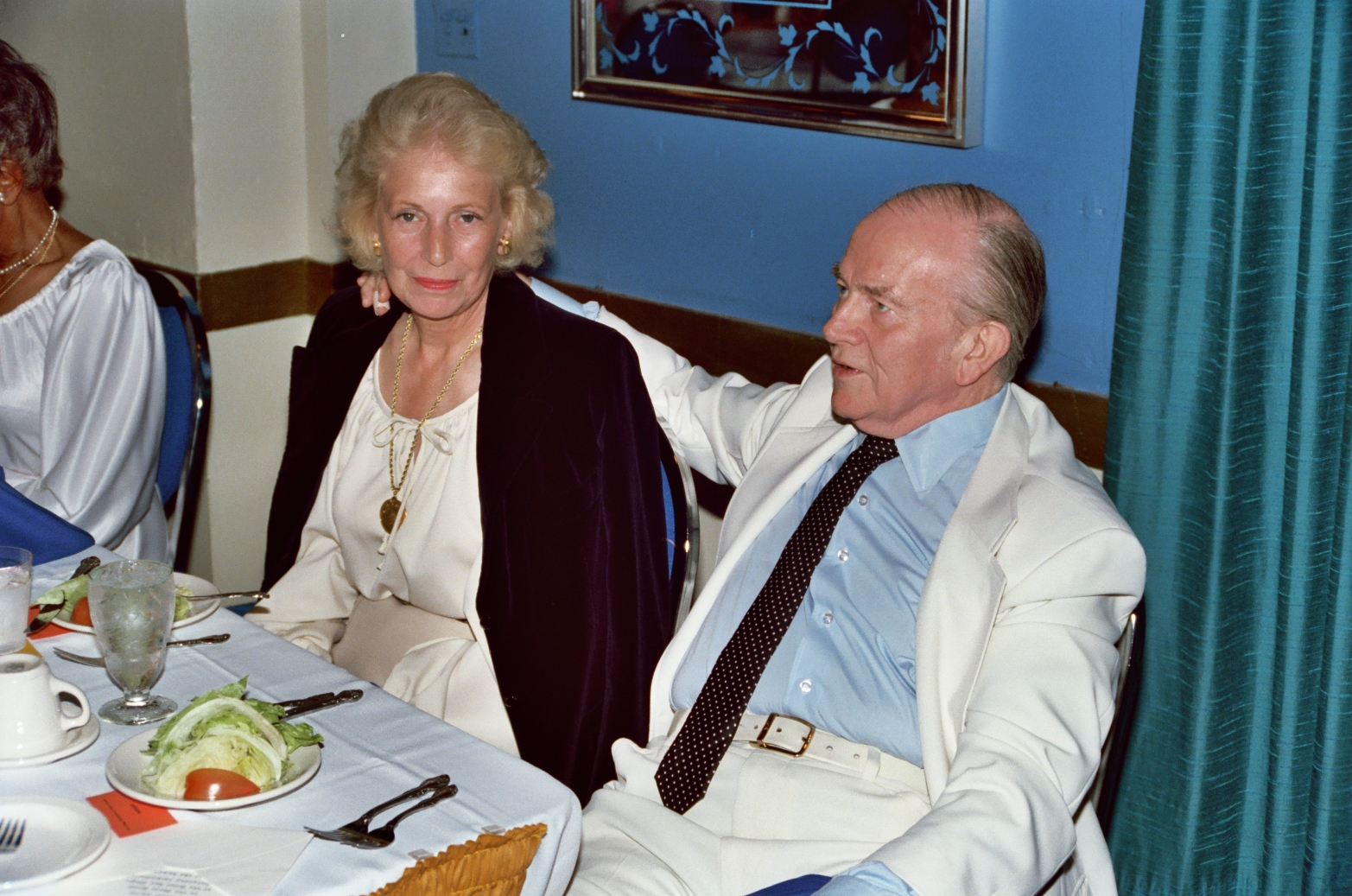
Milton Caniff con su esposa en la Comic Con de San Diego de 1982.

Milton Caniff (Hillsboro, Ohio, 1907-Nueva York, 3 de abril de 1988) es un dibujante estadounidense, conocido por las tiras de prensa Terry y los piratas y Steve Canyon.

## Biografía

### Infancia y juventud
Hijo de un impresor, éste solía llevar desde pequeño a su hijo a la redacción. A los nueve años se trasladó con sus padres a California y se instalaron muy cerca de Hollywood; incluso llegó a hacer de extra de cine. A partir de 1922 publicó sus primeras ilustraciones y conoció en 1925 a Noel Sickles, conocido por Scorchy Smith y dibujante que le influiría más tarde, cuando estudiaba en la Universidad de Ohio para obtener el título de Bellas artes. 

### Carrera profesional
Durante la Gran Depresión Caniff y Sickles abrieron una agencia artística en Columbus, pero que no llegó a cuajar y tuvieron que cerrar. Entonces emigró a Nueva York en 1932. En una campaña electoral dibujó los retratos de treinta y cinco candidatos, aunque solo se publicó el de Franklin D. Roosevelt. 
Se lanzó al dibujo humorístico con la creación de Puffy the pig y The Gay Thirties, pero no fue hasta 1933 cuando creó su primer trabajo famoso, Dickie Dare. El protagonista es un chaval de doce años al que le apasiona la lectura, y con una desbordante imaginación. Así, junto a su perrito Wags, se mezcla en las aventuras que descubre en sus lecturas. Un año más tarde fue contratado por el Chicago Tribune y lanzó su serie más famosa, Terry y los piratas. La serie está protagonizada por Terry Lee, acompañado de su inseparable amigo, Pat Ryan, quienes son raptados en un viaje por la costa china por unos piratas comandados por una de las villanas más conocidas de la serie, la Dama Dragón. La serie tuvo un gran éxito, y esto llevó a que en 1942 el Camp Newspaper Service, especializada en publicaciones militares, le encargara la realización de una serie para elevar la moral de las tropas militares en la Segunda Guerra Mundial. Caniff respondió realizando unas tiras protagonizadas por la rubia Bulma, que ya aparecía en Terry y los piratas.	 
Sin embargo el Tribune News Syndicate, que era el propietario de Terry y los piratas, no vio con buenos ojos esta adaptación. Como consecuencia, Caniff creó una serie nueva Male Call, que debutó en 1943 y se publicó hasta 1946; entre las chicas que aparecieron en la serie destacó Miss Lace. En enero de 1947 creó Steve Canyon, tira de prensa protagonizada por un as de la aviación norteamericana que, una vez desmovilizado, funda una compañía de aviación, «Horizons Unlimited». Canyon acepta las misiones más arriesgadas y pelea contra los más sanguinarios individuos, con aventuras en los países del Sudeste Asiático o el Oriente Medio. El logotipo de la serie fue creado por su amigo Sickles, que ya había colaborado con Caniff en Terry y los piratas. 

## Valoración e influencia
Caniff fue apodado como «el Rembrandt de los cómics», por su maestría técnica. Era un maestro del blanco y negro y sus juegos de sombras y luces han influido a muchos autores. En otros países, como España, su obra no creó escuela hasta muchos años más tarde, prefiriéndose en la posguerra española como referentes a Flash Gordon, Jorge y Fernando y The Phantom.
Aunque en sus primeros trabajos (Puffy The Pig, The Gay Thirteies, Dickie Dare) no mostró el refinamiento que tuvo después, se aprecia una notable evolución en Terry y los piratas. En sus primeras tiras y páginas dominicales todavía se aprecia la herencia humorística, pero pronto su trazo se volvió más realista y detallista. Destaca su representación de la figura femenina, con unas mujeres impresionantes, dignas de las pin-up. En Male Call se permitió una mayor libertad gráfica que en Terry y los piratas, y puso un empeño especial en su realización. En Steve Canyon vemos a un Caniff completamente maduro y es la serie que realizó hasta su muerte en 1988.
Caniff adoptó muchos recursos del nuevo lenguaje del cine como el plano americano e imitaciones del plano-secuencia y sustituyó definitivamente lo episódico por la serie de continuidad, siendo el reto del suspense al final de tira o página fundamental para mantener el clímax. Llevó esta lógica al extremo, las tiras diarias se conectaban entre sí y con el dominical, pero además la serie se podía leer solo con las páginas dominicales o solo con las diarias, un mandato de su editorial. De tal modo, el instinto de repetición característico de su primera época fue sustituido por la continuidad narrativa como nueva política cuyo objetivo era fidelizar lectores, puesto que Caniff se veía a sí mismo como un trabajador cuya labor principal era ayudar a vender ejemplares de los periódicos donde se publicaban sus tiras.

## Obra
- Terry y los piratas (1934 - 1946)
- Male Call (Llamada al macho; 11 de octubre de 1942 - 3 de marzo de 1946)
- Steve Canyon (13 de enero de 1947 - 1988).